# ارتش تایوان
ارتش جمهوری چین (انگلیسی: Republic of China Army) بزرگترین شاخه نیروهای مسلح جمهوری چین بود. تقریباً ۸۰٪ ارتش ROC در جغرافیای تایوان واقع شده‌است، در حالی که بقیه در جزایر پنهو، کینمن، جزایر ماتسو، دونگشا و جزایر تایپینگ مستقر هستند.